# Aguna hypozonius
Aguna hypozonius is een vlinder uit de familie van de dikkopjes (Hesperiidae). De wetenschappelijke naam van de soort is voor het eerst geldig gepubliceerd in 1881 door Carl Plötz. Dit taxon wordt ook wel als een ondersoort van Aguna aurunce (Hewitson, 1867) beschouwd.